# Resolutie 593 Veiligheidsraad Verenigde Naties
Resolutie 593 van de Veiligheidsraad van de Verenigde Naties was de laatste VN-Veiligheidsraadsresolutie die werd aangenomen in 1986. Dat gebeurde op 11 december, met unanimiteit van stemmen.

## Achtergrond
Nadat in 1964 geweld was uitgebroken op Cyprus stationeerden de VN er de UNFICYP-vredesmacht. De missie van deze macht wordt sindsdien om het half jaar verlengd.

## Inhoud
De Veiligheidsraad:
- Neemt nota van de rapporten van de Secretaris-Generaal over de VN-operatie in Cyprus.
- Bemerkt de aanbeveling van de secretaris-generaal om de macht met een periode van zes maanden te verlengen.
- Bemerkt ook het akkoord van de Cypriotische overheid voor het behoud van de macht na 15 december 1986.
- Herbevestigt resolutie 186 (1964).

1. Verlengt de VN-vredesmacht nogmaals met een verdere periode tot 15 juni 1987.
2. Vraagt de secretaris-generaal zijn bemiddeling voort te zetten, de Veiligheidsraad op de hoogte te houden en tegen 31 mei 1987 te rapporteren over de uitvoering van deze resolutie.
3. Roept alle betrokken partijen op om te blijven samenwerken met de macht.

## Verwante resoluties
- Resolutie 578 Veiligheidsraad Verenigde Naties (1985)
- Resolutie 585 Veiligheidsraad Verenigde Naties
- Resolutie 597 Veiligheidsraad Verenigde Naties (1987)
- Resolutie 604 Veiligheidsraad Verenigde Naties (1987)

Lijst ·  581 ·  582 ·  583 ·  584 ·  585 ·  586 ·  587 ·  588 ·  589 ·  590 ·  591 ·  592 ·  593